# 質子交換膜
質子交換膜（proton exchange membrane），或稱高分子電解質膜（polymer electrolyte membrane；二者均簡稱PEM），是一種離子聚合物的半透膜，設計用於質子傳導隔絕氧或氫。主要應用於質子交換膜燃料電池的膜電極組（MEA），分離反應物及傳導質子。
PEM材質可由純聚合物膜或複合膜製作。最常見的和市售的質子交換膜的材料是全氟磺酸的含氟聚合物（PFSA），杜邦產品。Nafion是與像聚四氟乙烯全氟化主鏈的離聚物，有用於製造質子交換膜的離聚物許多其他的結構基序。許多使用多環芳烴聚合物而其他人使用部分氟化聚合物。
質子交換膜是主要特性質子傳導率（σ）、甲醇滲透率（P），和熱穩定性。

## 資料參考
1. ↑  . NASA Tech Briefs (技术报告) (NASA). 20 March 2007  [17 January 2015]. MSC-23045. （原始内容存档于2019-06-24）.
2. ↑  Zhiwei Yang;  et al.  (PDF). Prepr. Pap.-Am. Chem. Soc., Div. Fuel Chem. 2004, 49 (2): 599  [2016-03-22]. （原始内容存档 (PDF)于2017-04-28）.
3. ↑  US patent 5266421,Townsend, Carl W. & Naselow, Arthur B.,「US Patent 5266421 – Enhanced membrane-electrode interface」,发行于2008-11-30,指定于Hughes Aircraft
4. ↑  Gabriel Gache. . Softpedia. 2007-12-17  [2008-07-18]. （原始内容存档于2021-04-30）.
5. ↑  Nakhiah Goulbourne. . Virginia Tech.   [2008-07-18]. （原始内容存档于2009-02-27）.